# Заставківська сільська рада
Заставківська сільська́ ра́да — адміністративно-територіальна одиниця та орган місцевого самоврядування у Красилівському районі Хмельницької області. Адміністративний центр — село Заставки.

## Загальні відомості
- Населення ради: 626 осіб (станом на 2001 рік)

## Населені пункти
Сільській раді були підпорядковані населені пункти:
- с. Заставки

## Склад ради
Рада складалася з 12 депутатів та голови.
- Голова ради: Ковальчук Ольга Петрівна
- Секретар ради: Ковальчук Оксана Василівна

### Керівний склад попередніх скликань
| Прізвище, ім'я, по батькові | Основні відомості                                                 | Дата обрання | Дата звільнення |
| --------------------------- | ----------------------------------------------------------------- | ------------ | --------------- |
| Ковальчук Ольга Петрівна    | Сільський голова, 1977 року народження, освіта вища               | 26.03.2006   | 31.10.2010      |
| Ковальчук Ольга Петрівна    | Сільський голова, 1977 року народження, освіта вища, позапартійна | 31.10.2010   |                 |

Примітка: таблиця складена за даними сайту Верховної Ради України

### Депутати
За результатами місцевих виборів 2010 року депутатами ради стали:

#### За суб'єктами висування
| Суб'єкт висування | Кількість обраних депутатів | %    |
| ----------------- | --------------------------- | ---- |
| Самовисування     | 9                           | 75   |
| Народна партія    | 2                           | 16,7 |
| Партія регіонів   | 1                           | 8,3  |

#### За округами
| № округу        | Прізвище, ім'я, по батькові      | Дата визнання обраним | Освіта             | Партійна приналежність | Відомості про обраного депутата                 |
| --------------- | -------------------------------- | --------------------- | ------------------ | ---------------------- | ----------------------------------------------- |
| Народна Партія  |                                  |                       |                    |                        |                                                 |
| 1               | Лісовський Володимир Казимирович | 02.11.2010            | середня            | позапартійний          | пенсіонер                                       |
| 8               | Хомкова Надія Василівна          | 02.11.2010            | середня спеціальна | позапартійна           | Дитячий садок, декретна відпустка               |
| Партія регіонів |                                  |                       |                    |                        |                                                 |
| 12              | Ковальчук Оксана Василівна       | 02.11.2010            | середня спеціальна | позапартійна           | Заставківська сільська рада, секретар           |
| Самовисування   |                                  |                       |                    |                        |                                                 |
| 2               | Полячук Ольга Володимирівна      | 02.11.2010            | середня спеціальна | позапартійна           | Хмельницька маслосирбаза, приймальник молока    |
| 3               | Богусловська Надія Яківна        | 02.11.2010            | середня спеціальна | позапартійна           | Заставківська сільська рада, громадські роботи  |
| 4               | Андрощук Олена Йосипівна         | 02.11.2010            | середня спеціальна | позапартійна           | Заставківська сільська рада, головний бухгалтер |
| 5               | Кицай Лідія Яківна               | 02.11.2010            | середня спеціальна | позапартійна           | тимчасово не працює                             |
| 6               | Стасюк Надія Миколаївна          | 02.11.2010            | середня спеціальна | позапартійна           | тимчасово не працює                             |
| 7               | Кухарук Жанна Василівна          | 02.11.2010            | вища               | позапартійна           | тимчасово не працює                             |
| 9               | Кравчук Любов Петрівна           | 02.11.2010            | середня спеціальна | позапартійна           | тимчасово не працює                             |
| 10              | Томчук Марія Миколаївна          | 02.11.2010            | середня спеціальна | позапартійна           | фельдшерський пункт, завідувачка                |
| 11              | Остапчук Наталія Яківна          | 02.11.2010            | середня спеціальна | позапартійна           | тимчасово не працює                             |